# Anh Hòa
Anh Hòa (chữ Hán: 英和, 1771 - 1840), ban đầu tên Thạch Đồng (石桐), tự Thụ Cầm (樹琴), Hú Trai (煦斋), hiệu Định Phố (定圃), Mộng Thiện Cư sĩ (梦禅居士), Chức Tẩu (脀叟), biệt hiệu Việt Khê Sinh (粤溪生), thất danh Ân Phúc đường (恩福堂), Đồng Cầm Thiết Địch trai (铜琴铁笛斋), Tàng Tùng thư xá (藏松书舍), Tùy Ngộ Nghi An tinh xá (随遇而安精舍), là người họ Tác Xước Lạc thị, thuộc Nội vụ phủ Chính Bạch kỳ, là một nhân vật chính trị thời nhà Thanh trong lịch sử Trung Quốc.

## Gia tộc
Tổ tiên của ông là Đô Đồ (都图) vào những năm đầu triều Khang Hi từng được Khang Hi Đế ban họ [Thạch] (石), vì vậy ông còn có tên là Thạch Đồng. Đô Đồ đương thời là Đại thần Nội vụ phủ, là sủng thần của Khang Hi. Con trai và cháu nội của Đô Đồ đều không xuất sĩ, chỉ là người nhàn tản của Chính Bạch kỳ. Điều này khiến cho thời trung hậu kỳ của triều Khang Hi, gia tộc này dần không còn nổi danh. Trưởng tôn của Đô Đồ là Phú Ninh (富宁), đậu Cử nhân vào những năm Ung Chính, bắt đầu từ đây mà gia tộc quay trở lại con đường khoa cử, gia thế càng lúc càng đi lên. Em trai thứ hai của Phú Ninh là Vĩnh Ninh (永宁), con trai Vĩnh Ninh là Quan Bảo (观保) đậu Tiến Sĩ vào năm Càn Long thứ 2 (1737), làm quan đến Thượng thư, sau khi qua đời được truy thụy "Văn Cung" (文恭). Con gái của Quan Bảo chính là Trắc thất của Vinh Thuần Thân vương Vĩnh Kỳ.
Em trai thứ ba của Phú Ninh là Minh Đức (明惪), có tất cả năm con trai, ngoại trừ con trai thứ hai chết yểu còn lại đều đỗ đạt cao. Con trai trưởng Đức Bảo (德保) đậu Tiến sĩ vào năm Càn Long thứ 2 (1737), làm quan đến Thượng thư, sau khi qua đời được truy thụy "Văn Trang" (文庄). Con trai thứ ba Đức Phong (德风) đậu Tiến sĩ vào năm Càn Long thứ 17 (1752), làm quan đến Lễ bộ Thị lang. Con trai thứ tư Đức Long (德隆) đậu Cử nhân vào năm Càn Long thứ 17 (1752), làm quan đến Bố chính sứ. Con trai thứ năm Đức Nguyên (德元) đậu Cử nhân vào năm Càn Long thứ 18 (1753), làm quan đến Lang trung. Một nhà bốn người con đều xuất thân khoa giáp, trong đó Đức Bảo chính là cha của Anh Hòa.
Trong số các người con của Đức Bảo, sống đến tuổi trưởng thành chỉ có một trai hai gái, con trai duy nhất là Anh Hòa, con gái lớn nhập cung trở thành Thụy Quý nhân của Càn Long Đế, con gái thứ hai là chính thất của Biện sự Đại thần Trấn quốc Tướng quân Y Khanh Ngạch - con trai thứ ba của Giản Khác Thân vương Phong Nột Hanh.

## Cuộc đời

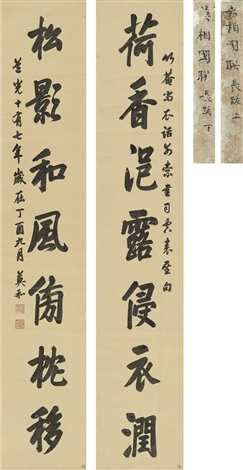
Thư pháp của Anh Hòa

Anh Hòa từ nhỏ đã tuấn tú tài giỏi, quyền thần Hòa Thân chọn làm con rể, nhưng Đức Bảo không đồng ý. Năm Càn Long thứ 58 (1793), khoa thi Quý Sửu, ông đậu Nhị giáp Tiến sĩ, được chọn làm Thứ cát sĩ, sau trở thành Biên tu. Làm quan đến Quân cơ đại thần, Hộ bộ Thượng thư, Hiệp bạn Đại học sĩ, được ban hàm Thái tử Thái bảo.

### Trọng thần thời Gia Khánh
Năm Gia Khánh nguyên niên (1796), ông trở thành Thị giảng của Hàn lâm viện, 1 năm sau thăng Thị độc. Năm thứ 3 (1798), tiếp tục thăng Thị giảng Học sĩ, ông trở thành Quan khảo thí chính của kì thi Hương ở Thuận Thiên. Cùng năm, ông nhậm chức Thiếu Chiêm sự (少詹事). Năm thứ 4 (1799), ông trở thành người trực công việc ở Văn Uyên các, chịu trách nhiệm tra xét Tả dực Giác La học. Cùng năm, ông trở thành Khảo quan của kì thi Hội, nhậm chức Chiêm sự. Không lâu sau, ông thăng làm Nội các Học sĩ kiêm hàm Lễ bộ Thị lang, nhậm Phó Đô thống Hán quân Tương Lam kỳ.
Năm thứ 5 (1800), nhậm chức Lễ bộ hữu Thị lang, sau lại điều làm Lễ bộ tả Thị lang, chịu trách nhiệm Phó khảo quan của kì thi Hương ở Thuận Thiên. Năm thứ 6 (1801), ông trở thành Độc quyển quan của kì thi Đình. Cùng năm, ông nhậm chức Tổng quản Nội vụ phủ Đại thần, Phó Đô thống Mãn Châu Chính Hồng kỳ, Kinh diên Giảng quan. Ông thay quyền Hàn Lâm viện Chưởng viện Học sĩ, chịu trách nhiệm giảng dạy Thứ Cát sĩ, tiếp tục làm Chính Khảo quan của kì thi Hương ở Giang Nam. Không lâu sau, điều làm Hộ bộ tả Thị lang, Phó Đô thống Hán quân Chính Bạch kỳ.
Năm thứ 7 (1802), ông tiếp tục làm Độc quyển quan của kì thi Đình, được vào Nam Thư phòng hành tẩu. Cùng năm, ông thay quyền Hộ quân Thống lĩnh, nhậm Phó Đô thống Mãn Châu Chính Bạch kỳ kiêm Hàn Lâm viện Chưởng viện Học sĩ. Năm thứ 8 (1803), ông kế tục làm Tứ khố toàn thư quán Tổng tài, chịu trách nhiệm biên soạn Tứ khố toàn thư. Năm thứ 9 (1804), ông được ban hàm Thái tử Thiếu bảo, Quân cơ Đại thần thượng hành tẩu, nhậm Phó Đô thống Mãn Châu Tương Hoàng kỳ, được ban quan phục Nhất phẩm. Năm thứ 10 (1805), ông chịu trách nhiệm Phó Khảo quan kì thi Hội, nhậm Kinh diên Giảng quan, Thái bộc tự Khanh.
Năm thứ 11 (1806), lần lượt điều làm Lý phiên viện tả Thị lang, Công bộ tả Thị lang kiêm Phó Đô thống Hán quân Chính Hồng kỳ, Phó Đô thống Mãn Châu Tương Hồng kỳ. Không lâu sau, ông trở thanh Thực lục quán Phó Tổng tài, chịu trách nhiệm biên soạn Thanh thực lục. Cùng năm, ông nhậm chức Tả dực Tổng binh, kiêm quản Hàm An cung quan học. Sau, ông lại được điều làm Hội điển quán Tổng tài, chịu trách nhiệm biên soạn Thanh hội điển. Tiếp tục nhậm chức Tổng quản Nội vụ phủ Đại thần. Năm thứ 12 (1807), ông được điều làm Văn Dĩnh quán phó Tổng tài. Năm thứ 13 (1808), điều làm Võ Anh điện Tổng tài. Vì sai sót khi biên soạn Cao Tông thánh huấn mà ông bị hàng làm Nội các Học sĩ. Năm thứ 15 (1810), lại điều làm Hộ bộ tả Thị lang.

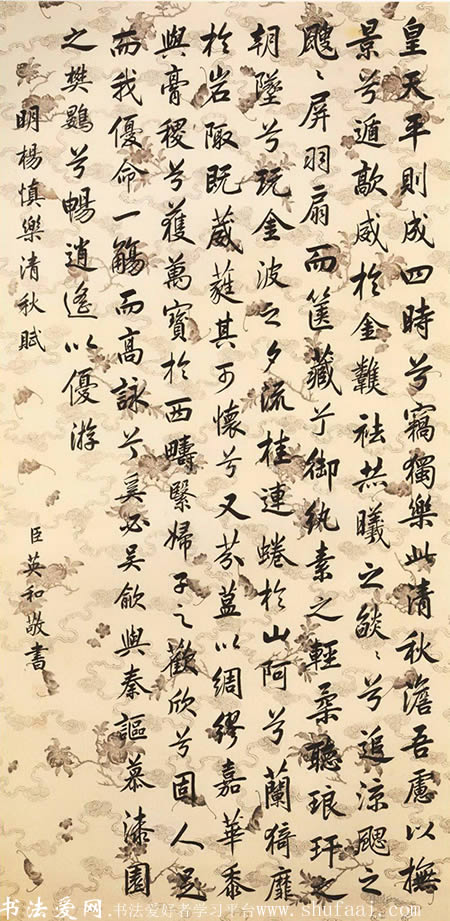
Tác phẩm thư pháp của Anh Hòa

Năm thứ 17 (1812), ông nhậm chức Hữu dực Tổng binh, Phó Đô thống Hán quân Chính Hồng kỳ. Năm thứ 18 (1813), ông theo Gia Khánh Đế đến Nhiệt Hà tham gia Mộc Lan thu tiễn, nghe được tin Lâm Thanh của Thiên Lý giáo ý đồ tấn công Tử Cấm Thành, ông được lệnh quay trở về Kinh thành thay quyền Bộ quân Thống lĩnh, truy lùng Thiên Lý giáo không kiên nể. Ông đem quân bắt sống Lâm Thanh ở Tống Gia trang phía tây Hoàng thôn. Nhờ công lao mà ông chính thức nhậm Bộ quân Thống lĩnh, Công bộ Thượng thư. Sau khi tham gia trấn áp Thiên Lý giáo ở Hoạt huyện, ông được khôi phục hàm Thái tử Thiếu bảo, nhậm Đô thống Hán quân Chính Lam kỳ. Năm thứ 19 (1814), điều làm Lại bộ Thượng thư, Đô thống Mãn Châu Chính Lam kỳ, Sùng Văn môn Giám sát, thay quyền Hộ bộ Thượng thư. Năm thứ 24 (1819), nhậm Đô thống Mãn Châu Tương Hoàng kỳ, Thực lục quán Tổng tài. Năm thứ 25 (1820), ông nhậm chức Duyệt binh Đại thần. Sau khi Đạo Quang Đế lên ngôi, ông nhậm chức Quân cơ đại thần, Hộ bộ Thượng thư.

### Bị giáng chức thời Đạo Quang
Năm Đạo Quang nguyên niên (1821), ông thay quyền Lại bộ Thượng thư. Năm thứ 2 (1822), chịu trách nhiệm Chính khảo quan kì thi Hội. Ông nhậm chức Quản lý Tam khố Đại thần, quản lý sự vụ Hộ bộ Tam khố. Cùng năm, ông nhậm Hiệp bạn Đại học sĩ, Hàn Lâm viện Chưởng viện Học sĩ. Năm thứ 4 (1824), ông được ban hàm Thái tử Thái bảo, nhậm Kinh diên Giảng quan. Năm thứ 6 (1826), ông thay quyền Tả đô Ngự sử, nhậm chức Lý phiên viện Thượng thư. Năm thứ 7 (1827), vì "Gia nhân nghị luận riêng việc tăng tô thuế" mà ông bị giáng chức, điều đến Nhiệt Hà nhậm Nhiệt Hà Đô thống. Năm sau, ông được phong Ninh Hạ Tướng quân, nhưng ông xin từ chức vì bệnh tật, Hoàng Đế ân chuẩn. Không lâu sau, vì địa cung của lăng Tuyên Tông do ông giám sát xây dựng trước đó bị thấm nước nên ông bị chỉ trích nặng nề và vốn bị xử tử, may mắn Thái hậu can ngăn, ông chỉ bị đưa đến Hắc Long Giang làm khổ sai, con cháu cũng bị bãi chức.
Vào năm Đạo Quang thứ 11 (1831), ông được trả tự do và con cháu của ông được phục hồi các chức vụ chính thức. Năm thứ 20 (1840), ông qua đời, được truy tặng hàm Tam phẩm Khanh. Anh Hòa là một người giỏi thơ văn, thiện thi pháp, là tác giả của nhiều tác phẩm như "Ân Phúc đường thi tập bút ký", "Ân Khánh đường tập", "Bặc Khôi tập kỷ lược".

## Gia đình
- Cao tổ phụ: Đô Đồ (都图), Nội vụ phủ Đại thần, được ban họ Thạch thị.
- Tằng tổ phụ: Thạch Kỳ (石琦), con trai trưởng của Đô Đồ.
- Tổ phụ: Minh Đức (明惪), con trai thứ ba của Thạch Kỳ.
- Cha: Đức Bảo (德保), con trai trưởng của Minh Đức, làm quan đến Thượng thư.
- Con trai:
  1. Khuê Chiếu (奎照), đậu Tiến sĩ năm Gia Khánh thứ 19 (1815), làm quan đến Lễ bộ Thượng thư, Quân cơ đại thần. Năm 1827 liên lụy bị cách chức, sau khôi phục chức quan nhậm Tả đô Ngự sử.
  2. Khuê Diệu (奎耀), đậu Tiến sĩ năm Gia Khánh thứ 16 (1811), làm quan đến Thông Chính sứ, về sau trở thành Nam Hà Đồng tri.
- Con gái: 
  - Con gái thứ 5 gả cho Nội các Trung thư Quế Hinh (桂馨).
- Cháu nội:
  - Tích Chỉ (锡祉), con trai của Khuê Chiếu, đậu Tiến sĩ năm Đạo Quang thứ 15 (1835), nhậm Hàn Lâm viện Thị giảng Học sĩ, sau làm đến Quang trưởng lô Diêm vận sứ.
  - Tác Xước Lạc thị, con gái của Khuê Chiếu, trở thành Uyển Quý phi của Hàm Phong Đế.